# 水城瑠奈
水城瑠奈（日语：／ Mizuki Runa，1997年5月15日—），日本前寫真偶像、年少偶像。所屬事務所為「Fairy Production」。

## 生平
2011年6月，水城前往東京都，在那開展寫真拍攝工作，以此在9月推出自己首部寫真DVD《開始的一瞬》（はじまりの瞬間）。觀眾能從中觀賞以校服和泳衣出鏡的水城。
2012年5月25日，她發表寫真DVD《與你相戀5cm ～我的小姑娘～》（キミとの恋は5センチメートル ～My LittleGirl～）。這部DVD同樣收錄水城在穿上校服和泳衣後的樣子，除此之外它也有部分場景在雪地取景。8月10日，她發表作品《公主全明星》（プリンセスオールスター），當中運用到了平衡球去輔助拍攝。10月26日，水城的寫真DVD《印象派》公開，它具有一定故事性，以時空跳躍和妖精等虛構元素為主軸。
同年12月20日，她推出寫真DVD《你還能說喜歡嗎？》（今でも好きって言えますか？），在當中部分場景以浴衣的姿態亮相。次年1月，她出席這部作品的發售紀念活動。3月20日，她的寫真作品《若把水手服脫掉》（セーラー服を脱いだら）正式面世。水城在拍攝這部作品時特地穿上了女仆装和泳衣。片商亦同時提供DVD版和藍光版予消費者選購。次月，她的寫真集《Luna幼艷》正式出版，它的攝影師為長谷部司。2014年6月，她以專注學業為由停止偶像活動。

## 外部連結
- 水城瑠奈的網誌[]